# 强相互作用

氦原子的原子核，因為殘留强相互作用的影響，二個質子雖都帶正電，但仍不會互相排斥

强相互作用（又称强力或强核力）是作用于强子之间的力，是已知四种基本作用力中最强的，也是作用距离第二短的（大约在 10-15 m 范围内，比弱交互作用的範圍大）。另外三种相互作用分别是引力、电磁力及弱相互作用。核子间的核力就是强相互作用。它抵抗了质子之间的强大的电磁力，维持了原子核的稳定。强相互作用也將夸克基本粒子結合成為質子及中子等強子，這也是組成大部份物質的粒子。而且一般質子或中子裡，大部份的質能是以强相互作用場能量的形式存在，夸克只提供了1%的質能。
强相互作用可以在二個地方看到：較大的尺度（約1至3飛米）下，强相互作用將質子及中子結合成為原子的原子核，較小的尺度（約0.8飛米，約為核子的尺寸）下，强相互作用將夸克結合，成為質子、中子或其他強子。强相互作用的作用力非常強，大到束縛一個夸克的能量可以轉換為新的夸克對的質量，强相互作用的這個性質稱為夸克禁閉。
强相互作用是唯一強度不會隨距離減小的作用力，但因為夸克禁閉，夸克會限制和其他夸克在一起，形成的強子之間會有殘留的强相互作用，也稱為核力，核力會隨距離而迅速減少。撞擊原子核釋放的部份束縛能和產生的核力有關，而核力也用在核能及核融合式的核武器中。
强相互作用一般認為是由膠子傳遞的，膠子會在夸克、反夸克及其他膠子之間交換。膠子會帶有色荷，色荷和人眼可見的顏色完全沒有關係，色荷類似電荷，但色荷有六種（紅、綠、藍、反紅、反綠、反藍），因此會形成不同的力，有不同的規則，在量子色動力學（QCD）中有描述，這也是夸克-膠子交互作用的基礎。吳秀蘭等科學家對膠子發現有很大貢獻，因此在1995年获得了欧洲物理学会髙能和粒子物理奖。
在大爆炸後，電弱時期時，電弱交互作用和强相互作用分離，統一弱交互作用和電磁交互作用的電弱統一理論已經獲得實驗證實。科學家進一步預期有一個大統一理論可以統一電弱交互作用及强相互作用，現今有許多是大統一理論的理論，第一個是哈沃德·乔吉和谢尔登·格拉肖于1974年提出了最早的SU(5)大统一理论，但和實驗不合，其他的理論有SO(10)模型、喬吉-格拉肖模型，但還沒有一個是廣為科學家接受，且有實驗證實的理論，而且許多大統一理論都預言質子衰變，但目前也還沒有實驗支持，大統一理論也還是未解決的物理學問題之一。

一個質子和中子之間核力（殘留强相互作用）的動畫。小的成對出現的彩色小圓圈是夸克间传递强相互作用的膠子，膠子也可以固定Π介子中的夸克和反夸克，因此可以在二個強子之間產生殘留强相互作用。反夸克的顏色用這個圖來表示。若要看較大的圖，可以看這個圖

## 概念
強相互作用比其他三種基本作用有更大的對稱性，也就是說，在強相互作用中有更多的守恆定律。強相互作用不像引力和電磁相互作用那樣是長程力而是短程力。但是它的力程比弱相互作用的力程長，約為10-15 m 。大約等於原子核中核子間的距離。
對強相互作用本質的瞭解長期以來是物理學中的難題。人們曾經提出過許多強相互作用的理論，它們取得的成就都很有限。原因之一是理論中沒有小參量，因而找不到可靠的近似方法。人們由強子的夸克模型和規範場的概念出發提出量子色動力學。在這個理論中，強相互作用是組成強子的夸克之間通過一些稱為胶子的規範粒子場傳遞的作用。這個理論有在小距離處作用變弱的性質。它被認為是最有希望的強相互作用基本理論。
在1970年代以前，科學家不知道核子為何可以被束縛在原子核內。當時已經知道原子核是由質子和中子組成，質子帶正電，中子不帶電。由於正電荷之間會互相排斥，帶正電的質子應該會造成原子核的裂解，但是卻沒有觀測到類似的現象，因此需要有新的物理學說來解釋此一現象。
為了解釋原子核中的質子沒有因電磁力互相排斥，反而聚集在一起，科學家開始假設有一種較強的吸引力的存在，這種假想的作用力稱為「強作用力」，科學家認為是在質子和中子等核子之間的基本作用力。
後來發現質子和中子都不是基本粒子，都是由更小的夸克粒子所組成。最基本作用力是將夸克束縛在質子和中子中的作用力，核子之間的強作用力其實是上述作用力的副作用。量子色動力學解釋夸克具有一種稱為色荷的性質，帶有不同色荷的夸克因著强相互作用會互相吸引，其中的介質是一種稱為膠子的粒子。

## 細節

強相互作用的基本耦合方式，從左到右分別是：膠子輻射、膠子分裂及膠子自耦合

強相互作用的「強」字，表示若在幾個飛米或是更短的距離內，強相互作用的強度比其他三種基本作用力都強：其強度约電磁力的136.82倍、弱相互作用的106倍、重力的1039倍。

### 強相互作用的特性

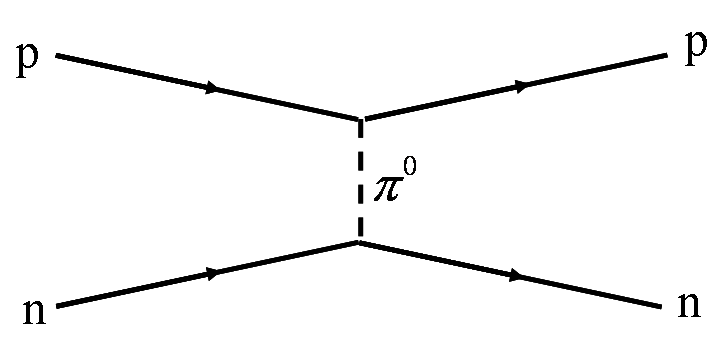
質子和中子繞射的費曼圖，中間產生了π介子

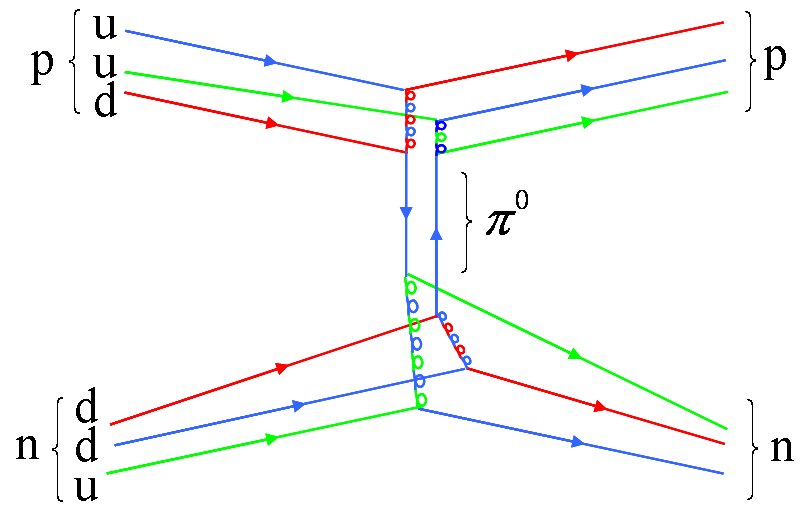
上述的費曼圖，但標示所有的夸克，表示強作用力運作的方式。其中的直線是夸克，而由幾個不同顏色圓形組合，類似橡皮筋繩的是膠子，其他在質子、中子π介子中固定的膠子省略不畫出

量子色動力學（QCD）是現代對強相互作用的描述，是粒子物理學中標準模型的一部份。在數學上，量子色動力學是非阿贝尔群的规范场论，以稱為SU(3)的空間對稱群為其基礎。
基本粒子中，只有夸克及膠子會帶著不會消失的色荷，因此基本粒子中也只有這兩種會參與強相互作用，其作用的強度是依強相互作用耦合常數來決定，強度會被粒子的色荷所調整，這是群論中的性質。
强相互作用和其他基本作用力不同，隨著距離的增加，强相互作用的強度不會降低。在超過一定距離（約強子的大小）後，即使夸克之間距離多遠，其強度仍有約10,000牛頓。在量子色動力學中這稱為夸克禁閉，因此只觀察到由夸克組合成的強子，無法觀察到單獨存在的夸克。其解釋是10,000牛頓的力（約是在地球表面一吨物質的重量），所作的功在短距離的作用下就可以足以產生夸克-反夸克對。簡單來說，拉住二個夸克的力產生了一對新的夸克，這二個新的夸克和分別和原來的夸克形成夸克對。所有實驗都無法找到自由夸克的結果也可以證實這種觀點。
基本夸克和膠子粒子的作用無法直接觀測到，不過可以由粒子加速器中，當能量衝擊夸克-夸克鍵結，或當質子中的夸克被另一個（在中子中）高速的夸克撞擊時，產生的強子得知。
任一個夸克和宇宙中大多數夸克的作用力都不會像以上所述，強度不隨距離而減少，原因是因為夸克禁閉的影響，在一段距離以外只能看到成群的夸克，而成群夸克（即強子）的色荷會互相抵消，因此和幾乎沒有色荷相同。而強子和強子之間幾乎沒有强相互作用，但因為色荷的相消並不完全，會有殘餘的强相互作用，稱為殘餘强相互作用，而殘餘强相互作用會隨著距離而減少，因此在一定距離以外，其作用效果類似「無色荷」的重子，因此稱為「強核力」也稱為核力。

### 殘留強作用力
殘留強作用力的效果稱為核力，核力會在強子之間作用，例如介子或原子核中的核子。殘留強作用力會傳遞膠子，形成π介子及ρ介子的介子，這些介子會在核子之間傳遞核力。
殘留強作用力是將夸克束縛為質子及中子強作用力的殘留量，因為質子和中子幾乎是無色荷的，因此其作用力比束縛夸克的作用力小很多，就像中性原子之間的電磁力（凡得瓦力）也比原子核和電子之間的電磁力小很多。
殘留強作用力和強作用力本身不同，強作用力不會隨距離增加而變小，但殘留強作用力會隨距離的增加而快速減小。其減小的趨勢接近距離的負指數，不過沒有簡單的表示式（參照湯川勢）。因為上述事實，再加上質子之間的排斥力隨距離不會那麼快下降，造成了原子序数大於82（鉛）所有原子核的不穩定。

## 文獻
1. ↑  鄭嘉武; 鄧天德. . 中國文化大學出版部. 1981.
2. ↑  on Binding energy: see Binding Energy, Mass Defect （页面存档备份，存于）, Furry Elephant physics educational site, retr 2012 7 1
3. ↑  on Binding energy: see Chapter 4 NUCLEAR PROCESSES, THE STRONG FORCE （页面存档备份，存于）, M. Ragheb 1/27/2012, University of Illinois
4. ↑  . 泛科學.   [2015-03-25]. （原始内容存档于2015-04-02）.
5. ↑  Feynman, Richard, , Princeton University Press: 136, 1985, ISBN 0-691-08388-6, The idiot physicists, unable to come up with any wonderful Greek words anymore, call this type of polarization by the unfortunate name of 'color,' which has nothing to do with color in the normal sense.
6. ↑  . European Physical Society.   [6 March 2013]. （原始内容存档于2008-05-26）.
7. ↑  一鸿·徐. . 五南圖書出版股份有限公司. 2006: 150–. ISBN 978-957-11-4195-4.
8. ↑  
Ross, G. . Westview Press. 1984. ISBN 978-0-805-36968-7.
9. ↑  
R.P. Feynman. . Princeton University Press. 1985: 136. ISBN 0-691-08388-6. The idiot physicists, unable to come up with any wonderful Greek words anymore, call this type of polarization by the unfortunate name of 'color,' which has nothing to do with color in the normal sense.
10. ↑  清凉·林; 戴念祖. . 五南圖書出版股份有限公司. 2005: 141–. ISBN 978-957-11-3889-3.
11. ↑  Fritzsch, op. cite, p. 164. The author states that the force between differently colored quarks remain constant at any distance after they travel only a tiny distance from each other, and is equal to that need to raise one ton, which is 1000 kg x 9.8 m/s^2 = ~10,000 N.
12. ↑  林清凉. . 五南圖書出版股份有限公司. 2003: 464–. ISBN 978-957-11-3227-3.
13. ↑  Fritzsch, H. . Basic Books（英语：Basic Books）. 1983: 167–168. ISBN 978-0-465-06781-7.
14. ↑  . 青苹果数据中心. 21 December 2013: 172–. GGKEY:6LWLFHQ8UDF.

## 延伸閱讀
- J.R. Christman.  (PDF). Project PHYSNET. 2001  [2012-10-01]. （原始内容存档 (PDF)于2005-10-16）. 外部链接存在于|work= (帮助)
- D.J. Griffiths. . John Wiley & Sons. 1987. ISBN 0-471-60386-4.
- F. Halzen, A.D. Martin. . John Wiley & Sons. 1984. ISBN 0-471-88741-2.
- G.L. Kane. . Perseus Books（英语：Perseus Books）. 1987. ISBN 0-201-11749-5.
- R. Morris. . Joseph Henry Press（英语：Joseph Henry Press）. 2003. ISBN 0-309-50593-3.